# Mariana Rocha Assis
Mariana Rocha Assis (28 de Março de 1997) é uma surfista e skater portuguesa. Começou a surfar aos 8 anos de idade, tenho ganho um grande destaque aos 12 anos, altura em que começou a viajar o mundo. Foi campeã portuguesa de surfe em 2016 e campeã mundial de surfskate em 2017, e é embaixadora da ONG SOMA. 

## Biografia
Mariana é natural de Estoril. Iniciou-se no surfe por influência de seu avô, aos oito anos de idade. Aos dez, começou a competir. Também pratica skateboarding, tendo se tornada campeã mundial de surfskate em 2017, um ano depois de ganhar o título nacional de surf de 2016. Paralelamente à dedicação a competições, manteve seus estudos, e em 2020 licenciou-se em Marketing e Publicidade. Em seguida, assumiu trabalho numa marca australiana de tábuas de skate.

## Violência e ativismo
Em 2018, Mariana Rocha Assis foi esfaqueada após tentativa de violação, quando ia a caminho de casa. A surfista já se encontra em recuperação total. Tornando-se assim um exemplo para todas as mulheres.
Em 2020, recebeu o convite da Francisca Sequeira para criarem a ONG SOMA (Surfistas Orgulhosas na Mulher d'África). A SOMA é uma ONG que visa, através do surf, empoderar as mulheres e combater a desigualdade de género, bem como a gravidez precoce em países africanos.